# Мінія
Мінія (лит. Minija) — річка в західній частині Литви. Довжина становить 202 км, площа басейну — 2980 км². Права притока річки Німан. Восьма за довжиною річка Литви. Витік річки знаходиться на Жемайтській височині в озері Дідово. Протікає через міста: Гаргждай, Прекуле. Сполучена Клайпедським каналом з Куршською затокою.

## Галерея

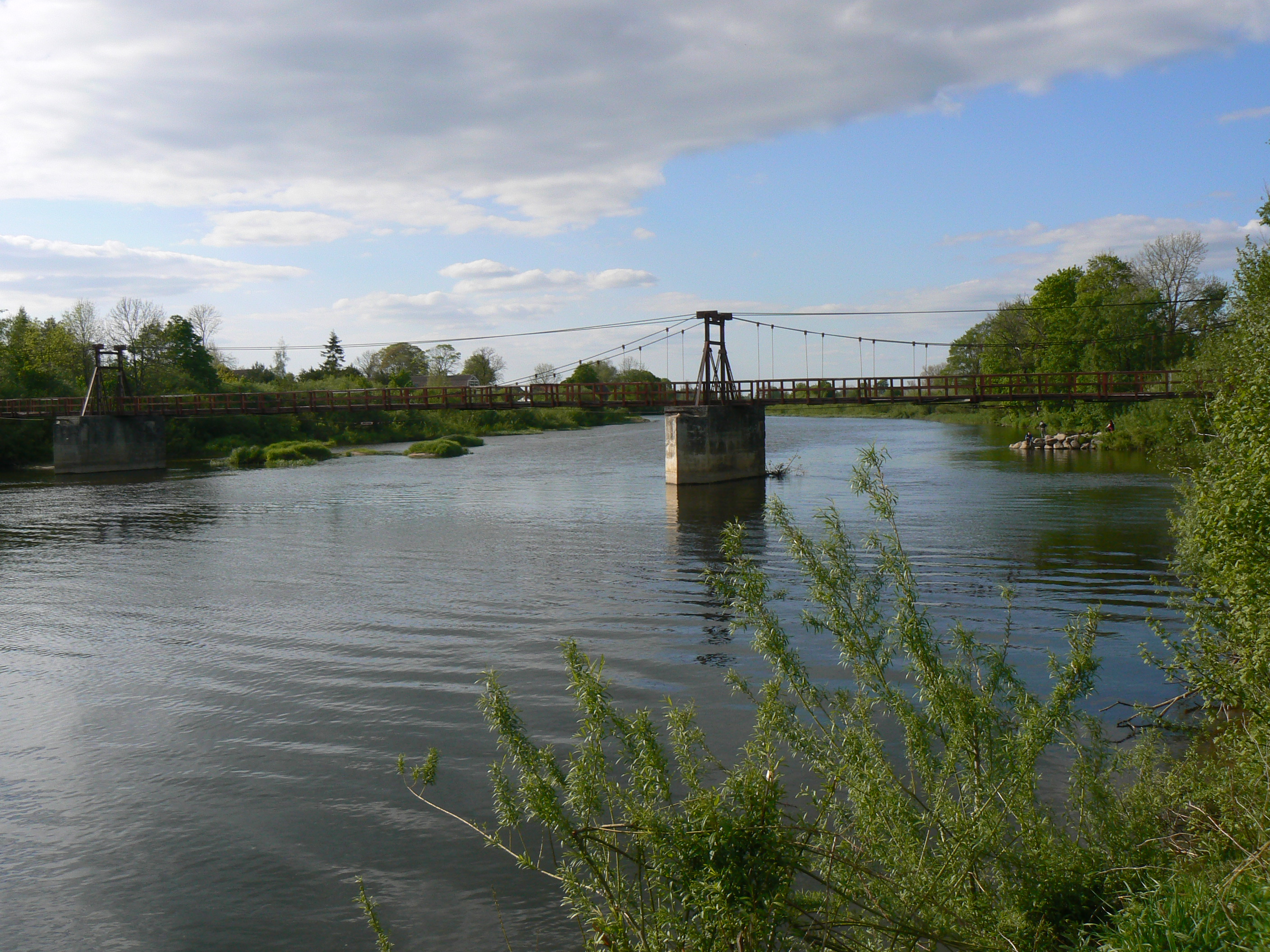
Міст через річку
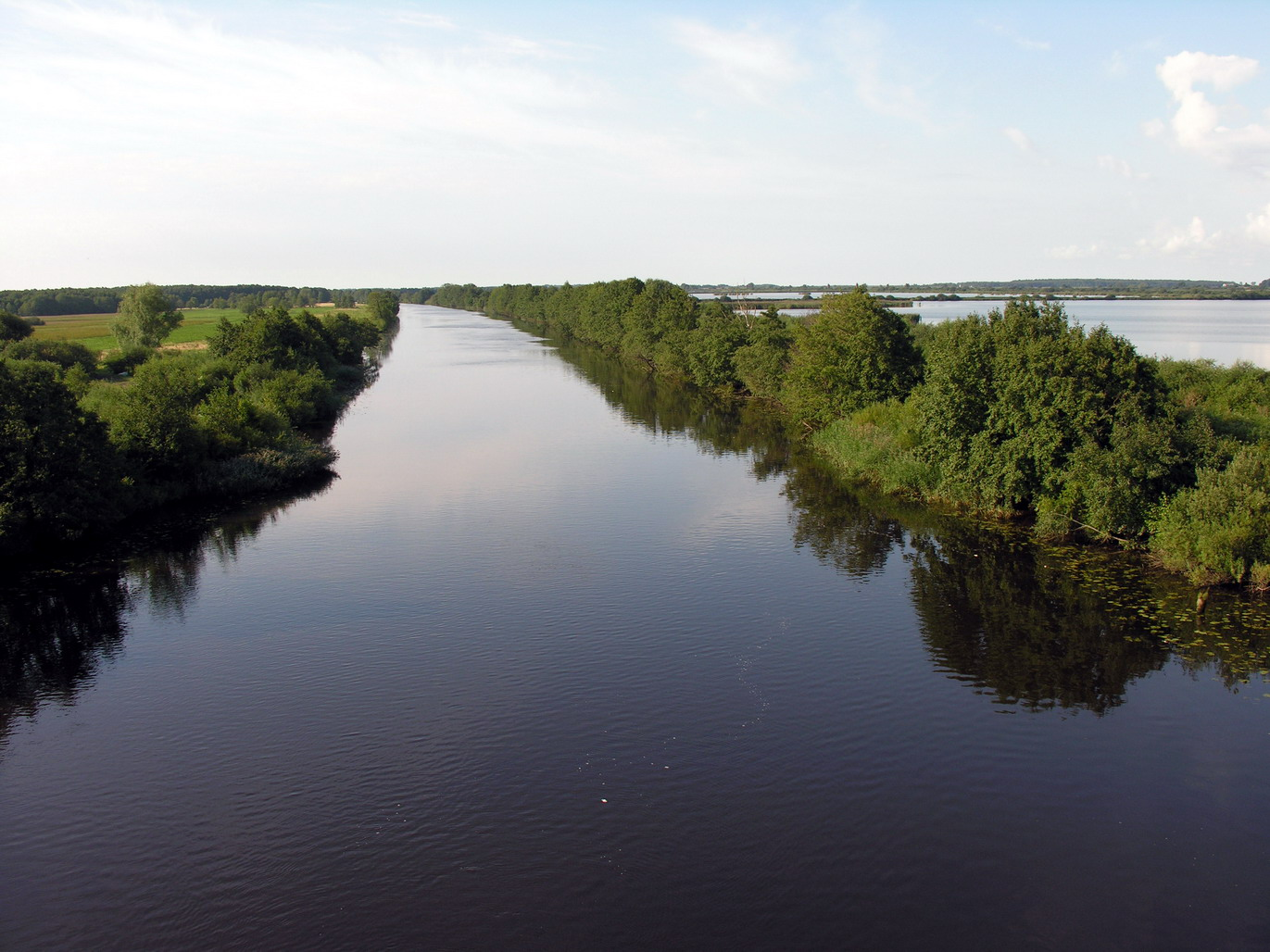
Річка
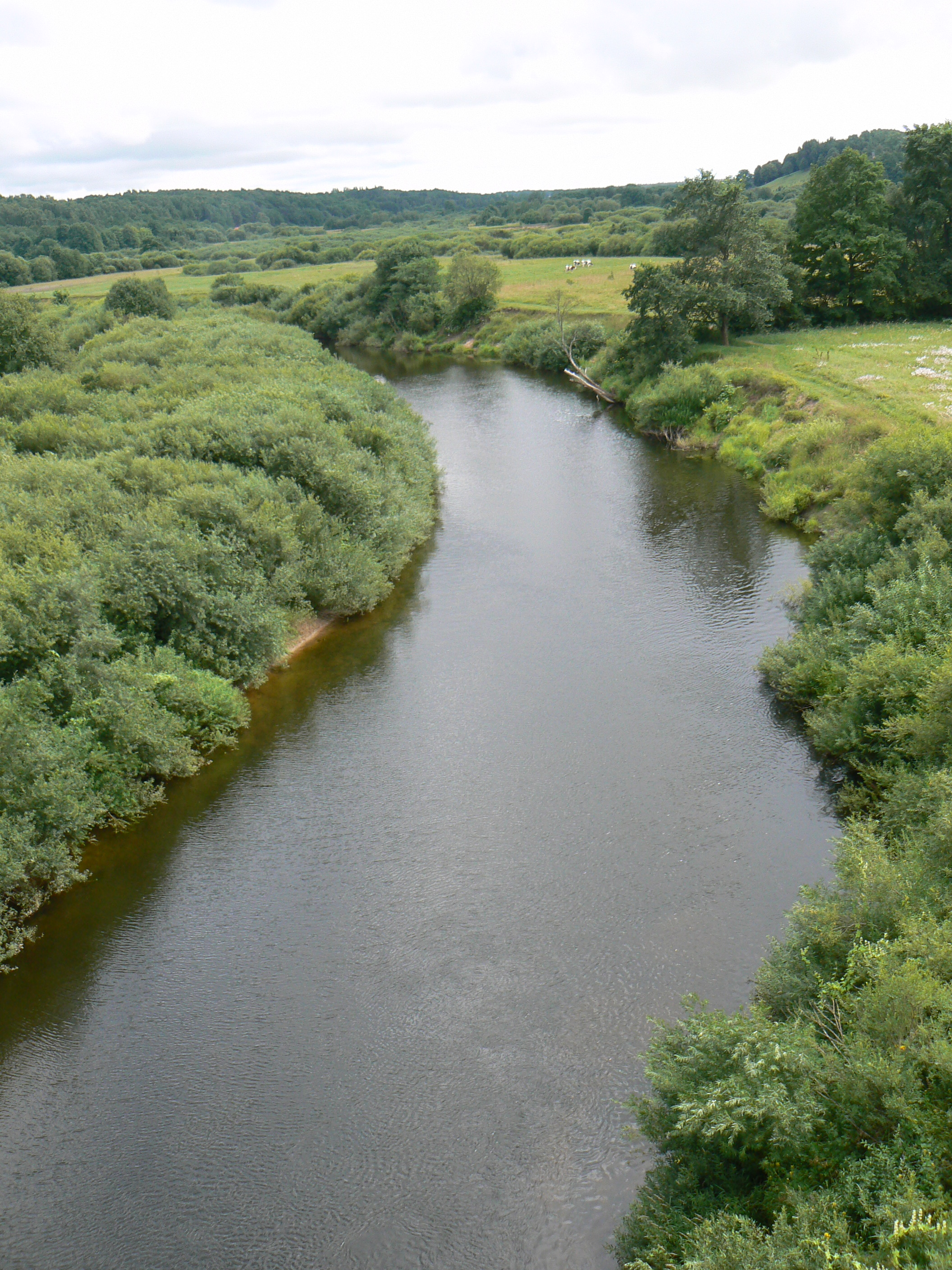
Річка
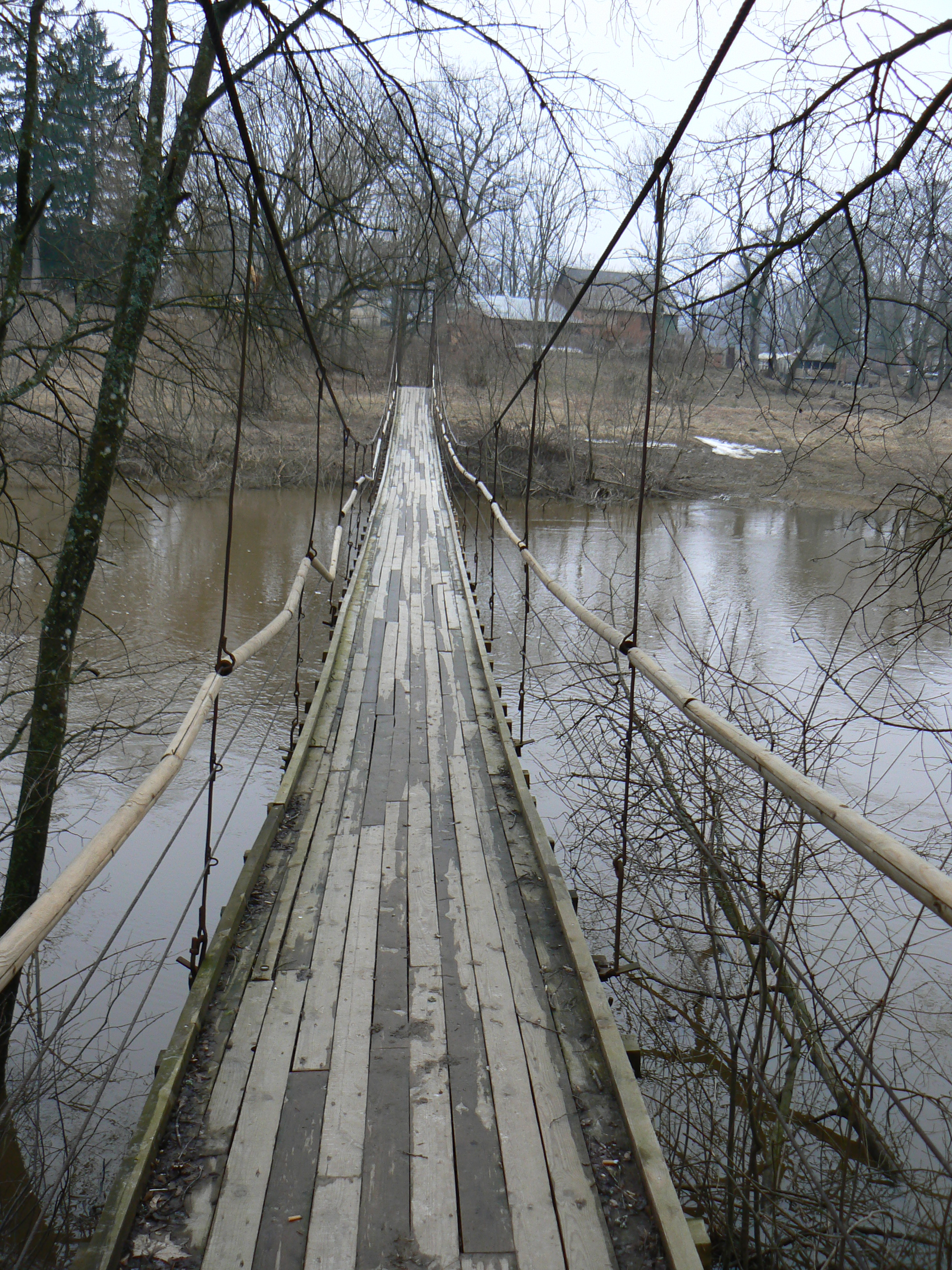
Місток